# Eversburg
Eversburg, Osnabrück-Eversburg – dzielnica miasta Osnabrück w Niemczech, w kraju związkowym Dolna Saksonia.